# Гомес, Виллиам
Ви́ллиам Го́мес Карва́льо Са́нтос (порт.-браз. William Gomes Carvalho Santos; родился 15 марта 2006), более известный как Виллиам — бразильский футболист, левый вингер клуба «Порту».

## Клубная карьера
Виллиам Гомес присоединился к футбольной академии клуба «Сан-Паулу» в 2021 году в возрасте 15 лет. В марте 2023 года подписал свой первый профессиональный контракт с опцией выкупа в размере 440 млн бразильских реалов. 22 ноября 2023 года дебютировал в основном составе «Сан-Паулу» в матче бразильской Серии A против «Флуминенсе».

## Карьера в сборной
Выступал за сборные Бразилии до 15 и до 17 лет.